# Bobby Bland

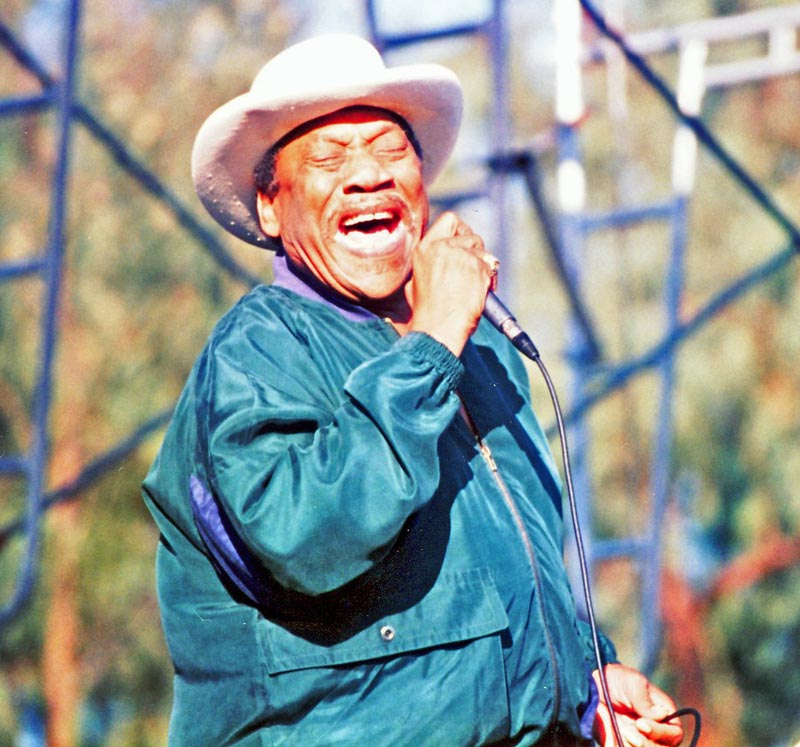
Bobby Bland auf dem Long Beach Blues Festival 1996

Bobby „Blue“ Bland (* 27. Januar 1930 in Rosemark, Tennessee; eigentlich Robert Calvin Bland; † 23. Juni 2013 in Memphis, Tennessee) war ein US-amerikanischer Blues- und Soulsänger. Bland ist vor allem für seinen Soul-Hit Ain’t No Love in the Heart of the City, der von der Hardrockband Whitesnake prominent gecovert wurde, bekannt.

## Karriere
Bland wuchs in Memphis (Tennessee) auf, wo er schon als Teenager in verschiedenen Gospelchören sang. Später trat er der Rhythm-and-Blues-Band „The Beale Streeters“ bei. Dort lernte er auch populäre Musiker wie Rosco Gordon, Johnny Ace, Earl Forrest und Junior Parker kennen. Es folgten erste Studioaufnahmen zusammen mit Ike Turner. Doch schon kurz nach seiner ersten Singleproduktion Army Blues musste er 1951 zum Wehrdienst. 1953 zog Bland nach Houston um, wo er Sieger eines Talentwettbewerbes wurde und die Single It’s My Life aufnahm.
Dadurch wurde die Plattenfirma Duke Records auf ihn aufmerksam, und 1957 tauchte Bland mit Farther Up the Road erstmals in den amerikanischen Popcharts auf. Bis 1970 war er fast durchgehend in den Top 10 der Rhythm-and-Blues-Charts vertreten und schaffte es mit zahlreichen Titeln auch in die obere Hälfte der Popcharts. Die meisten seiner Songs waren Werke des Komponistenteams Joe Scott, Don Robey und Deadric Malone. Bei seinen Live-Auftritten wurde Bland meist von der Gospel-Girlgroup „The Bland Dolls“ begleitet.
Anfang der 1970er Jahre kehrte Bland Duke Records den Rücken, nachdem die Erfolge nachgelassen hatten. Stattdessen unterschrieb er 1973 bei ABC Records. Seine dortige Debüt-LP His California Album schaffte zwar keine nennenswerten Erfolge, bekam jedoch sehr gute Kritiken. Blands Produzent Steve Barri unterlegte die schwarze Blues-Musik nun mit Elementen weißer Rockmusik. Auch auf der 1974er Produktion Dreamer kann man diese Veränderung hören. Die LP Together for the First Time … Live einen Live-Mitschnitt zusammen mit B. B. King wurde Blands bis dahin größter Erfolg und erreichte Gold-Status. 1976 folgte Together Again … Live. Dieses zweite Livealbum mit King erreichte nicht so gute Verkaufszahlen wie das erste.
Ab 1979 erschienen Blands Platten bei MCA Records. Von seinen dortigen Alben erreichten fünf die Rhythm-and-Blues-Charts, in den Popcharts war er jedoch nicht mehr anzutreffen. Er betätigte sich nun vor allem im Show-Entertainment, wofür er einiges an Geld kassierte. Seine Songs erhielten jedoch schlechte Kritiken. Trotzdem zeigten sich viele Fans, als er 1982 durch Großbritannien tourte. 1985 unterschrieb bei dem Label Malaco Records aus Jackson (Mississippi) und verabschiedete sich damit aus dem Showbusiness. Nachdem er lange Zeit ohne seinen Beinamen „Blue“ aufgetreten war, nahm er diesen wieder auf und spielte nun auch wieder traditionsbewusste Bluesmusik. Mit der 1989 aufgenommenen Single Midnight Run schaffte er es noch einmal stolze 70 Wochen lang in die Rhythm-and-Blues-Charts. Nach 1990 tourte Bland mehrfach mit B. B. King und trat noch häufig in ausverkauften Arenen auf. Seine Alben Portrait of the Blues (1991) und Years of Tears (1993) erhielten ausgezeichnete Kritiken.
1992 erfolgte seine Aufnahme in die Rock and Roll Hall of Fame und er erhielt einen Pioneer Award der Rhythm and Blues Foundation. Bei der Verleihung der Grammy Awards 1997 erhielt er einen Grammy für sein Lebenswerk.
Der Rolling Stone listete Bland 2008 auf Rang 44 der 100 größten Sänger aller Zeiten.

## Diskografie
Studioalben

| Jahr | Titel Musiklabel Katalog-Nr.                | Höchstplatzierung, Gesamtwochen, AuszeichnungChartplatzierungen (Jahr, Titel, Musiklabel Katalog-Nr., Platzierungen, Wochen, Auszeichnungen, Anmerkungen) | Höchstplatzierung, Gesamtwochen, AuszeichnungChartplatzierungen (Jahr, Titel, Musiklabel Katalog-Nr., Platzierungen, Wochen, Auszeichnungen, Anmerkungen) | Anmerkungen                                                                                      |
| Jahr | Titel Musiklabel Katalog-Nr.                | US | R&B | Anmerkungen                                                                                      |
| ---- | ------------------------------------------- | --- | --- | ------------------------------------------------------------------------------------------------ |
| 1962 | Here’s the Man Duke 75                      | US53 (7 Wo.)US | — | Erstveröffentlichung: 1962                                                                       |
| 1963 | Call on Me / That’s the Way Love Is Duke 77 | US11 (26 Wo.)US | — | Erstveröffentlichung: August 1963                                                                |
| 1964 | Ain’t Nothing You Can Do Duke 78            | US119 (8 Wo.)US | — | Erstveröffentlichung: Juli 1964 Arrangeur: Joseph Scott                                          |
| 1966 | The Soul of the Man Duke 79                 | — | R&B17 (7 Wo.)R&B | Erstveröffentlichung: Oktober 1966 Arrangeur: Joseph Scott                                       |
| 1968 | Touch of the Blues Duke 88                  | — | R&B38 (4 Wo.)R&B | Erstveröffentlichung: März 1968 Produzenten: Clyde Otis, D. Malone, Joseph Scott                 |
| 1969 | Spotlighting the Man Duke 89                | — | R&B24 (14 Wo.)R&B | Erstveröffentlichung: August 1969 Produzent: Andre Williams                                      |
| 1973 | His California Album ABC/Dunhill 50163      | US136 (19 Wo.)US | R&B3 (22 Wo.)R&B | Erstveröffentlichung: Oktober 1973 Produzent: Steve Barri                                        |
| 1974 | Dreamer ABC/Dunhill 50169                   | US172 (7 Wo.)US | R&B5 (31 Wo.)R&B | Erstveröffentlichung: Juli 1974 Produzent: Steve Barri                                           |
| 1975 | Get on Down with Bobby Bland ABC 895        | US154 (5 Wo.)US | R&B14 (12 Wo.)R&B | Erstveröffentlichung: August 1975 Produzenten: Don Gant, Ron Chancey                             |
| 1977 | Reflections in Blue ABC 1018                | US185 (4 Wo.)US | R&B47 (10 Wo.)R&B | Erstveröffentlichung: Mai 1977 Produzent: Steve Barri                                            |
| 1978 | Come Fly with Me ABC 1075                   | US185 (3 Wo.)US | R&B31 (16 Wo.)R&B | Erstveröffentlichung: Juni 1978 Produzenten: Al Bell, Monk Higgins                               |
| 1979 | I Feel Good, I Feel Fine MCA 3157           | US187 (2 Wo.)US | R&B34 (21 Wo.)R&B | Erstveröffentlichung: September 1979 Produzenten: Al Bell, Monk Higgins                          |
| 1980 | Sweet Vibrations MCA 5145                   | — | R&B29 (24 Wo.)R&B | Erstveröffentlichung: November 1980 Produzenten: Al Bell, Monk Higgins                           |
| 1981 | Try Me, I’m Real MCA 5233                   | — | R&B52 (11 Wo.)R&B | Erstveröffentlichung: August 1981 Produzenten: Al Bell, Monk Higgins                             |
| 1982 | Here We Go Again MCA 5297                   | — | R&B22 (36 Wo.)R&B | Erstveröffentlichung: Juni 1982 Produzenten: Al Bell, Monk Higgins                               |
| 1983 | Tell Mr. Bland MCA 5425                     | — | R&B50 (16 Wo.)R&B | Erstveröffentlichung: Juni 1983 Produzenten: Al Bell, Monk Higgins                               |
| 1984 | You’ve Got Me Loving You MCA 5503           | — | R&B35 (20 Wo.)R&B | Erstveröffentlichung: August 1984 Produzenten: Al Bell, Monk Higgins                             |
| 1985 | Members Only Malaco 7429                    | — | R&B45 (24 Wo.)R&B | Erstveröffentlichung: Dezember 1985 Produzenten: Tommy Couch, Wolf Stephenson                    |
| 1986 | After All Malaco 7439                       | — | R&B65 (9 Wo.)R&B | Erstveröffentlichung: Dezember 1986 Produzenten: Tommy Couch, Wolf Stephenson                    |
| 1988 | Blues You Can Use Malaco 7444               | — | R&B71 (2 Wo.)R&B | Erstveröffentlichung: Februar 1988 Produzenten: Tommy Couch, Wolf Stephenson                     |
| 1989 | Midnight Run Malaco 7450                    | — | R&B26 (70 Wo.)R&B | Erstveröffentlichung: Juli 1989 Produzenten: Tommy Couch, Wolf Stephenson                        |
| 1992 | Portrait of the Blues Malaco 7458           | — | R&B50 (32 Wo.)R&B | Erstveröffentlichung: Dezember 1991 Produzenten: Tommy Couch, Wolf Stephenson                    |
| 1993 | Years of Tears Malaco 7469                  | — | R&B80 (5 Wo.)R&B | Erstveröffentlichung: September 1993 Produzenten: Tommy Couch, Wolf Stephenson, Frederick Knight |

grau schraffiert: keine Chartdaten aus diesem Jahr verfügbar
Weitere Studioalben
- 1961: Two Steps from the Blues (Duke 74)
- 1963: Bobby “Blue” Bland and Johnny “Guitar” Watson (mit Johnny Guitar Watson; Crown 358)
- 1987: First Class Blues (Malaco 5000)
- 1995: Sad Street (Malaco 7478)
- 1998: Memphis Monday Morning (Malaco 7495)
- 2003: Blues at Midnight (Malaco 7512)

## Wirkung
Mick Hucknall (Sänger und Kopf der Gruppe Simply Red) hat im Frühjahr 2008 die Solo-CD „Hucknall: Tribute to Bobby“ mit Songs von Bobby Bland veröffentlicht.
Die britische Hardrockband Whitesnake coverte Blands Ain’t No Love in the Heart of the City auf ihrer 1978er Snakebite-EP und spielte das Stück auch häufiger live (dokumentiert auf dem 1980er Livealbum Live … in the Heart of the City).

### Musikbeispiele
- Bobby Bland: Ain't No Love In The Heart Of The City auf YouTube
- Whitesnake: Ain't No Love In The Heart Of The City (Official Music Video) auf YouTube